# فرانسيسكو سانشيز
فرانسيسكو سانشيز (نحو 1550 - 16 نوفمبر 1623) كان متشككًا وفيلسوفًا وطبيبًا من أصل يهودي سفاردي، من المحتمل أنه ولد في توي بإسبانيا أو ربما في براغا (براقرة) بالبرتغال (حيث تعمد ونشأ).

## النشأة وعمله الأكاديمي
توجد في قاعة جامعة تولوز صورة لفرانسيسكو سانشيز تحمل النقش التالي: «فرانسيسكو سانشيز لوسيتانوس». على الرغم من أن الأبحاث التي أجراها هنري بيير كازاك في بداية القرن العشرين، فقد قدم من بين وثائق أخرى مخطوطة بخط يد سانشيز نصها كما يلي: «Ego, Franciscus Sanctius, Hispanus, natus in civitate Tudensi» وهو ما أظهر الأصل الإسباني لفرانسيسكو سانشيز، وقد دار جدل طويل حول جنسيته، كما يظهر في عنوان بعض المنشورات التي تحاول نسبة اسم الطبيب والفيلسوف اللامع إلى عصر النهضة الفرنسية (مشككو عصر النهضة الفرنسي، بقلم جون أوين) أو نسبته إلى البرتغال (فرانسيسكو سانشيز والشك المنهجي في عصر النهضة البرتغالية، أطروحة دكتوراه بقلم إيفاريستو دي مورايس فيليو). وكان والده الإسباني أنطونيو سانشيز طبيبًا أيضًا. أما والدته فيليبا دي سوزا كانت برتغالية. وكونه ذو أصل يهودي، حتى لو اعتنق المسيحية، فإنه يعتبر من الناحية القانونية مسيحيًا جديدًا.
درس سانشيز في براغا حتى سن الثانية عشرة، ثم انتقل مع والديه إلى بوردو هربًا من مراقبة محاكم التفتيش البرتغالية. وهناك استأنف دراسته في كلية غيان. ثم ذهب لدراسة الطب في روما عام 1569، وبعدها عاد إلى فرنسا في مونبلييه وتولوز. وانتهى به الأمر بعد عام 1575 كأستاذ للفلسفة والطب في جامعة تولوز.

## عمله الرئيسي وفكره
في كتابه (لا شيء معروف)، الذي كتبه عام 1576 ونُشر عام 1581، استخدم الحجج الشكية الكلاسيكية لإظهار أن العلم لا يمكن بلوغه، بالمعنى الأرسطي المتمثل في إعطاء الدوافع أو الأسباب الضرورية لسلوك الطبيعة: البحث عن الأسباب ينحدر بسرعة إلى تراجع لا نهائي، وبالتالي لا يمكن أن يقدم اليقين. كما هاجم البراهين في صيغ القياسات المنطقية، قائلًا إن الخاص (النتيجة) ضروري ليكون هناك تصور عن العام (المقدمات)، وبالتالي فإن القياسات المنطقية دائرية ولا تضيف إلى المعرفة.
وإن المعرفة الكاملة، إذا كانت قابلة للتحقيق، هي الفهم الحدسي لكل شيء بمفرده. لكنه قال بعد ذلك إن حتى فكرته الخاصة عن العلم (المعرفة الكاملة لشيء فردي) تتجاوز القدرات البشرية بسبب طبيعة الأشياء وطبيعة الإنسان. وإن الترابط بين الأشياء، وعددها غير المحدود، وطابعها المتغير باستمرار يحول دون معرفتها. كما أن محدودية حواس الإنسان وتنوعها تقيده بمعرفة المظاهر، وليس بمعرفة المواد الحقيقية أبدًا. وفي تشكيل هذه الحجة الأخيرة اعتمد على خبرته في الطب لإظهار مدى عدم موثوقية تجربتنا الحسية.
كان الاستنتاج الأول الذي توصل إليه سانشيز هو الاستنتاج الإيماني المعتاد في ذلك الوقت، وهو أن الحقيقة يمكن اكتسابها عن طريق الإيمان. وكان استنتاجه الثاني الذي لعب دورًا مهمًا في فكره اللاحق: لمجرد أنه لا يمكن معرفة أي شيء بالمعنى النهائي، فلا ينبغي لنا أن نتخلى عن جميع محاولات المعرفة، ولكن يجب أن نحاول اكتساب ما نستطيع من المعرفة، أي المعرفة المحدودة وغير الكاملة لتلك الأشياء التي نتعرف عليها من خلال الملاحظة والتجربة والحكم. وإن إدراك أن nihil scitur («لا شيء معروف») يمكن أن يؤدي إلى بعض النتائج البناءة. وقد طُورت هذه الصياغة المبكرة للشكوكية «البناءة» أو «المخففة» إلى شرح مهم للعلم الجديد من قبل مارين ميرسين، وبيير جاسندي، وقادة الجمعية الملكية.